# Matelea funkiana
Matelea funkiana är en oleanderväxtart som beskrevs av G. Morillo. Matelea funkiana ingår i släktet Matelea och familjen oleanderväxter. Inga underarter finns listade i Catalogue of Life.